# Lars-Erik Larsson (roddare)
Lars-Erik Larsson, född 7 juli 1937 i Falkenberg, är en svensk roddare. Han tävlade för Falkenbergs RK.
Larsson tävlade i tvåa med styrman för Sverige vid olympiska sommarspelen 1952 i Helsingfors.